# Senuro Barat
Senuro Barat is een bestuurslaag in het regentschap Ogan Ilir van de provincie Zuid-Sumatra, Indonesië. Senuro Barat telt 2255 inwoners (volkstelling 2010).